# کپلر-۳۷
کپلر-۳۷ (انگلیسی: Kepler-37) که با نام UGA-1785 نیز شناخته می‌شود، یک ستاره رشته اصلی از نوع G است که در صورت فلکی شلیاق در فاصلهٔ ۲۰۹ سال نوری (۶۴ پارسک) از زمین قرار دارد. این سیاره میزبان سیاره‌های فراخورشیدی کپلر ۳۷ بی، Kepler-37c, Kepler-37d و احتمالاً Kepler-37e است که همگی در مدارهای بسیار نزدیک به دور آن می‌چرخند. جرم کپلر-۳۷ حدود ۸۰٫۳ درصد جرم خورشید و شعاع آن حدود ۷۷ درصد شعاع آن است. دمای آن مشابه دمای خورشید است، اما کمی سردتر در ۵۳۵۷ کلوین است. این ستاره تقریباً نیمی از فلزی بودن خورشید را دارد. با سنی حدود ۶ میلیارد سال، کمی از خورشید مسن‌تر است، اما همچنان یک ستاره رشتهٔ اصلی است.